# David Tuviyahu
David Tuviyahu (en hébreu : דוד טוביהו ) , né en 1898, décédé en 1975, est un homme politique israélien, premier maire de la ville de Beer-Sheva de 1950 à 1961.

## Biographie
Il est né en 1898 à Jobka, en Galicie, alors partie de l'Empire austro-hongrois. Il émigre en Palestine sous contrôle britannique en 1920, au cours de la période de la 3 ème " alyah" venant d'Europe de l'Est. Il travaille dans le secteur de la construction, dans le Nord de la Palestine et participe aux travaux de la route reliant Afula et Nazareth. Il fut ensuite kibboutznik, membre du    kibboutz Geva, dans la vallée de Jezreel, pendant sept ans.
A d'autres moments de sa vie, il travaille comme conducteur de travaux pour la société Soleh Boneh, coopérative juive de construction de bâtiments et de travaux publics créée en 1920  et possédée par la fédération générale des travailleurs juifs (Histradrut). En 1931, il travaille alors à la construction de la centrale de la société d'électricité de Palestine (P.E.C) à Naharayim.
David Tuviyahu est un membre actif du parti socialiste " Mapai " et de la Histradrut, ces deux structures étant des soutiens à la politique sioniste travailliste prônée par David Ben Gourion.
Avant la création de l'Etat d'Israël le 14  mai  1948 par David Ben Gourion, il est très impliqué par des activités prônant le développement des communautés juives dans le Néguev, avec la création   de quatorze implantations pour les immigrants.
Il est nommé maire de Beer-Sheva en 1950, en lieu et place du gouverneur militaire Michael Hanegbi, qui était administrateur du secteur, après la conquête de cette ville par les forces israéliennes, au cours de la guerre israélo-arabe de 1948/1949. La nouvelle ville remplace l'ancienne, dont la majeure partie des habitants arabes a été expulsée après la bataille de Beersheba (où s'illustre notamment le " Tzerfati Bataillon " commandé par le " sgan alouf " Rafi Eytan, compagnon de la Libération) et Beersheba est devenue partie d'Israël à la faveur des accords d'armistice entre l' Egypte et Israël, signés le 24 février 1949 à Rhodes.
Beer-Sheva devient municipalité en 1950 et d'une petite implantation juive du désert du Néguev, David Tuviyahu en fait une ville ; il supervise le développement et l'expansion rapide de sa commune, incluant son raccordement au nouveau réseau électrique et au réseau national routier, faisant construire également de nombreux logements pour les nouveaux immigrants venant notamment d'Afrique du Nord, alors qu'ils vivent alors sous des tentes. Il lance la construction de l'hôpital central du Néguev, qui fut inauguré en octobre 1959 et qui est ensuite devenu le Centre  Médical SOROKA. Au cours de son mandat municipal, il voyage aussi aux Etats-Unis, comme membre d'un groupe de la direction de la Histradrut en 1958.
En 1961, le conseil municipal le remplace par Ze'ev Zrizi, en tant que maire et il met alors fin à sa carrière politique. Dans les années suivantes, il aide à la création d' l'Institut Supérieur du Néguev, qui sera plus tard transformé et qui deviendra la base de l'Université du Néguev (Université Ben Gourion).
En 1964, il est à la tête du district de Tel Aviv de l' administration qui gère les terres en Israël (I.L.A.).
Il décède dans sa ville en 1975 où il repose.
Une des rues principales de Beer-Sheva (à l'Ouest de la ville, en direction d' Ofakim et de Sderot) et un des lycées portent en son souvenir son nom.